# Abdelaziz Chekaïmi
Abdelaziz Chekaïmi var en algerisk FIFA-dommer. Han blev født i Blida, og var aktiv fra 1963 til 1968.

## Karriere
- African Cup of Nations 1965 (finalen)